# 프리실라 (1994년 영화)
《프리실라》(영어: The Adventures of Priscilla, Queen of the Desert)는 오스트레일리아에서 제작된 스테펀 엘리엇 감독의 1994년 로드 코미디 영화이다. 테런스 스탬프 등이 출연하였고, 앨 클라크 등이 제작에 참여하였다.
이 영화는 LGBT 인물을 긍정적으로 묘사하였다. 대체로 호의적인 평가를 받았으며 제67회 아카데미상 시상식에서 의상상을 수상했다. 제47회 칸 영화제에서 주목할 만한 시선 부문에서 상영되었으며 오스트레일리아와 해외에서 고전 컬트 영화가 되었다.

## 출연진
- 테런스 스탬프 - 버너뎃 배신저 역
- 휴고 위빙 - 앤서니 "틱" 벨로즈 / 미치 델브라 역
- 가이 피어스 - 애덤 화이틀리 / 펄리샤 졸리굿펠로 역
- 빌 헌터 - 로버트 "밥" 스파트 역
- 세라 채드윅 - 매리언 바버 역

## 기타 제작진
- 미술: 오언 패터슨, 콜린 깁슨
- 의상: 리지 가디너, 팀 채플

## 같이 보기
- 오스트레일리아 영화